# Iaponan Soares
Iaponan Soares (Florânia, 26 de novembro de 1936 — Florianópolis, 18 de julho de 2012) foi um pedagogo, bibliófilo e historiador brasileiro.

## Carreira
Bacharel em pedagogia, com pós-graduação em organização e administração de arquivos, foi membro da Academia Catarinense de Letras, ocupando a cadeira 36. Iaponan tinha uma biblioteca com mais de 30 mil obras. Fazia parte da biblioteca o maior acervo literário do escritor Cruz e Sousa no Estado. O intelectual foi também diretor da Fundação Catarinense de Cultura em duas ocasiões, além de ter atuado como diretor-geral do Arquivo Público do Estado de Santa Catarina.
Morreu em 18 de julho de 2012 em Florianópolis, vítima de falência múltipla de órgãos, causada por complicações do mal de Alzheimer.

## Publicações selecionadas
- Ernani Rosas, 1968;
- Marcelino Antônio Dutra, 1970;
- Panorama do Conto Catarinense, 1971, 2ª ed. 1974;
- A Poesia de Oscar Rosas;
- Três Narrativas da Insônia, 1977;
- Arquivos & Documentos em Santa Catarina (Org.), 1985;
- Vamos conhecer Biguaçu, 1985;
- Poesias de Ernani Rosas (Org.), 1989;
- Índice Analítico da Revista do Instituto Histórico e Geográfico de Santa Catarina, 1988;
- Santo Antônio de Lisboa, 1990;
- Estreito – Vida e Memória, 1991;
- Guido Wilmar Sassi – Literatura e Cidadania (Org.), 1992;
- Holdemar Menezes – Literatura e Resistência (Org.), 1992;
- Sob a Pele no Sono, 1993;
- Cruz e Sousa: No Centenário de Broquéis e Missal (Org.), 1994;
- Ao Redor de Cruz e Sousa, 1998;
- Virgílio Várzea e outros - Vida literária em Santa Catarina no final do século XIX e início do século XX, 2003.
- História do Município de Biguaçu (1988)
- História de Biguaçu através de sua gente (1989)
- Vamos conhecer Biguaçu (1985).